# Ос, Хавьер де
Хесус Хавьер де Ос Браво (исп. Jesús Javier de Hoz Bravo; род. 29 июля 1940) — испанский филолог, профессор. Доктор филологии (Университет Комплутенсе, Мадрид, 1966). Ранее — профессор в таких вузах, как Университет Севильи (1967—1969), Университет Саламанки (1969—1989), декан филологического факультета Университета Саламанки (1981—1985), директор Трёхъязычного колледжа Саламанки (es:Colegio Trilingüe) (l970-l984), с 1989 г. — профессор Университета Комплутенсе, факультет классической филологии и индоевропеистики.
Ранее — эксперт-советник Центрального координационного комитета ЮНЕСКО по изучению кельтских культур (1984—1999), член Патронажного совета Фонда классических исследований Пастора (en:Fundación Pastor de Estudios Clásicos).
Х. де Ос — директор Проекта «Гесперия» (Project Hesperia) по созданию базы данных по палеоиспанским народам и языкам
В начале XXI в. Х. де Ос выступил с критическим анализом неакадемических лингвистических теорий известного испанского генетика А. Арнаис-Вильены, пытавшегося вывести все древние языки из баскского. Несмотря на очевидную абсурдность утверждений Вильены, академическая наука не спешила выступать с критикой его идей, благодаря чему они получили хождение в популярной литературе.
К основным сферам его интересов и исследований относятся:
- палеоиспанские языки,
- историческая лингвистика,
- древние кельтские языки,
- история письменности,
- доклассическая древнегреческая литература,
- греческая эпиграфика,
- древнегреческий театр.